# 皮埃尔堡 (南达科他州)
堡皮埃尔（英語：Fort Pierre），是美国南达科他州下属的一座城市。根据2010年美国人口普查，该市有人口2,078人。2011年估计该市人口约有2,135人，年增长率为2.74%。